# 贾六十八
贾六十八（？—1289年），元朝冀州人。贾塔剌浑之孙，贾抄儿赤之子，贾冀驴之弟。
元世祖至元五年（1268年）跟随蒙古军围攻襄樊。至元九年（1272年），率所部炮手兵戍守骆驼岭一字城，立炮不发，以懈怠宋兵之心，率锐卒攻破樊城。至元十一年（1274年），渡长江攻南宋，又用炮攻克常州，击败宋朝守臣姚告。后总领新附炮手军，跟随诸军追宋端宗、赵昺至闽广，攻取三十余城。至元十五年（1278年）领南军精锐者入卫京师。至元十八年（1281年）任炮手军都元帅，后改炮手军匠万户。